# 直辕犁
直辕犁是中国古代所使用的一种犁，出现于西汉，由耒耜发展而成，其特征是犁辕是直的。根据耕犁的结构特征，大体上可以把汉代耕犁定为“直辕犁”时代。
其组成部分包括犁辕、犁剑、犁床、犁梢等。
直辕犁见于汉代的壁画、砖绘，有两牛拉辕的长直辕犁，也有一牛拉辕的短直辕犁。到了唐朝，直辕犁被曲辕犁所取代。

## 直辕犁结构分类[1]
在直辕犁中，可分为“二牛抬杠”的“单直辕”与单牛牵引(或双牛牵引)的“双直辕”两大类型。耕犁的结构不同，牛耕的形式也就有区别。
| 直辕犁 | 单直辕犁（两牛抬杠）   | 两牛三人“耕犁” |
| ------ | ---------------------- | -------------- |
| 直辕犁 | 单直辕犁（两牛抬杠）   | 两牛两人耕作   |
| 直辕犁 | 单直辕犁（两牛抬杠）   | 两牛一人耕作   |
| 直辕犁 | 双直辕犁（一牛或两牛） | 两牛两人耕作   |
| 直辕犁 | 双直辕犁（一牛或两牛） | 一牛一人耕作   |